# Migliori prestazioni italiane nella marcia 35 km
La lista delle migliori prestazioni italiane nella marcia 35 km, aggiornata periodicamente dalla Federazione Italiana di Atletica Leggera, raccoglie i migliori risultati di tutti i tempi degli atleti italiani nella specialità della marcia 35 km.

## Maschili
Statistiche aggiornate al 21 maggio 2023.
|     | Tempo    | Atleta               | Luogo              | Data            |
| --- | -------- | -------------------- | ------------------ | --------------- |
| 1.  | 2h23'14" | Massimo Stano        | Eugene             | 24 luglio 2022  |
| 2.  | 2h26'16" | Alex Schwazer        | Montalto di Castro | 24 gennaio 2010 |
| 3.  | 2h28'53" | Marco De Luca        | Montalto di Castro | 24 gennaio 2010 |
| 4.  | 2h30'16" | Andrea Agrusti       | Poděbrady          | 21 maggio 2023  |
| 5.  | 2h30'34" | Matteo Giupponi      | Monaco di Baviera  | 16 agosto 2022  |
| 6.  | 2h30'38" | Riccardo Orsoni      | Poděbrady          | 21 maggio 2023  |
| 7.  | 2h30'50" | Giorgio Rubino       | Grosseto           | 28 gennaio 2018 |
| 8.  | 2h32'19" | Teodorico Caporaso   | Dudince            | 23 aprile 2022  |
| 9.  | 2h32'36" | Federico Tontodonati | Grosseto           | 28 gennaio 2018 |
| 10. | 2h33'40" | Michele Antonelli    | Grottammare        | 24 ottobre 2021 |

## Femminili
Statistiche aggiornate al 21 maggio 2023.
|     | Tempo    | Atleta            | Luogo     | Data            |
| --- | -------- | ----------------- | --------- | --------------- |
| 1.  | 2h43'43" | Eleonora Giorgi   | Grosseto  | 26 gennaio 2020 |
| 2.  | 2h49'39" | Federica Curiazzi | Poděbrady | 21 maggio 2023  |
| 3.  | 2h51'50" | Lidia Barcella    | Poděbrady | 16 maggio 2021  |
| 4.  | 2h52'13" | Nicole Colombi    | Poděbrady | 21 maggio 2023  |
| 5.  | 2h54'06" | Sara Vitiello     | Milazzo   | 29 gennaio 2023 |
| 6.  | 3h04'04" | Beatrice Foresti  | Poděbrady | 16 maggio 2021  |
| 7.  | 3h04'42" | Vittoria Giordani | Pescara   | 16 gennaio 2022 |
| 8.  | 3h07'25" | Alessia Zapparoli | Grosseto  | 26 gennaio 2020 |
| 9.  | 3h10'53" | Annalisa Russo    | Pescara   | 16 gennaio 2022 |
| 10. | 3h11'02" | Simona Bertini    | Pescara   | 16 gennaio 2022 |